# Mphasis
MphasiS, ett av Indiens största bolag inom outsourcing av IT, med 35 500 anställda och 29 kontor i 9 länder. MphasiS ägs till ca 62% av Hewlett-Packard, men drivs som oberoende bolag.
MphasiS huvudkontor ligger i Bangalore, Indien, och merparten av bolagets verksamhet är baserad i Indien. Bolaget är också noterat på Bombay-börsen. Mphasis har en stark närvaro i såväl USA som Europa, med kontor i Sverige, Storbritannien, Schweiz och Nederländerna.